# Bửu Hội
Le prince Nguyễn Phúc Bửu Hội (15 juin 1915 - 28 janvier 1972) est un diplomate, scientifique et chercheur en cancérologie vietnamien.

## Famille
Né le 15 juin 1915, Bửu Hội est originaire de Huế, l'ancienne capitale impériale. C'est un arrière-arrière-petit-fils de l'empereur Minh Mang, qui a dirigé le Vietnam de 1820 à sa mort en 1841. Mạng avait été un confucianiste convaincu, connu pour sa philosophie conservatrice, dans laquelle il fuyait le monde occidental et les innovations scientifiques. Il a résisté aux missionnaires catholiques et bouddhistes au Vietnam et était connu pour son hostilité à leur égard, pensant qu'ils sapaient le mandat du Ciel de l'empereur.

## Crise bouddhiste
La crise bouddhiste a éclaté en août 1963 après une fusillade qui a causé la mort à Huế, de neuf bouddhistes qui protestaient contre l'interdiction édictée par le gouvernement d'arborer le drapeau bouddhiste à Vesak, l'anniversaire de Gautama Buddha. Alors que la désobéissance civile et les demandes d'égalité religieuse de la majorité bouddhiste contre le gouvernement catholique de Ngô Đình Diệm se développaient, les forces de Diệm ont à plusieurs reprises attaqué les bouddhistes. En juin, Bửu Hội a écrit à Ngô Ðình Nhu pour exhorter Diệm à poursuivre le dialogue avec les bouddhistes et à créer un ministère des Affaires religieuses.
Alors que Diệm restait intransigeant sur les revendications d'égalité religieuse et de traduire en justice les responsables de la fusillade de Huế, ses forces ont utilisé des produits chimiques sur des manifestants bouddhistes à Huế. Le moment décisif a été l'auto-immolation de Thích Quảng Đức le 11 juin à une importance intersection de Saigon. Alors que l'impasse se poursuivait, la mère de Hội, qui était nonne bouddhiste depuis de nombreuses années, s'est rendue de Huế à Saigon. Les dirigeants bouddhistes avaient annoncé que la mère du scientifique et diplomate le plus distingué du Sud-Vietnam et membre de la famille royale avait l'intention de se brûler pour mettre en lumière l'oppression des bouddhistes. La tension grandit et finit par apparaître en juillet lors d'une conférence de presse à la pagode Xá Lợi de Saigon, afin de réitérer la menace. Dehors, les hommes de Nhu avaient organisé une manifestation "spontanée" au cours de laquelle des partisans du gouvernement avaient été transportés par autobus.
Inquiet pour sa mère et la détérioration de la situation au Viêt Nam, Hội est rentré chez lui dans le but de servir de médiateur entre les bouddhistes et Diệm. Des rumeurs ont commencé à circuler selon lesquelles les Américains voulaient que Hội soit intégré à un poste nouvellement créé de Premier ministre, afin de diluer le pouvoir de la famille Ngô. Il a passé de nombreuses heures à discuter avec le dirigeant bouddhiste Thích Trí Quang à Xá Lợi pour s'assurer que sa mère ne s'immolerait pas. Les négociations étaient infructueuses et futiles. Peu de temps après minuit, les forces spéciales de l'armée de la république du Viêt Nam fidèles à Nhu ont attaqué des pagodes à travers le pays, saccageant, pillant et, dans certains cas, les faisant sauter, arrêtant environ 1 400 moines et nonnes. Près de 400 civils ont disparu ou ont été tués alors qu'ils tentaient de repousser les envahisseurs des temples. Bửu Hội se rendit fin août au Gia Long Palace pour prendre congé et regagner son laboratoire. À l'époque, les Nations unies avaient fermement condamné les actions du régime de Diệm. Quand Nhu lui dit (en français) "Tu me laisse dans la merde", Hội a accepté de défendre Saigon à l'ONU à New York à la condition qu'une mission d'établissement des faits soit autorisée à entrer dans le pays et à constater la vérité par elle-même.

## États-Unis
Bửu Hội arrive à New York à la mi-septembre 1963. Le public américain avait une vision très défavorable du Sud-Vietnam, à cause des auto-immolations et des attaques de pagodes. U Thant, le bouddhiste birman qui était le secrétaire général des Nations unies, a vivement critiqué le gouvernement vietnamien, affirmant qu'il n'y avait pas de pays aussi chaotique et en détérioration. Ceylan a ouvertement dirigé la campagne contre le régime de Diệm, mais Saigon a estimé que le Cambodge avait suscité une animosité parmi les pays asiatiques, ayant déjà rompu les relations diplomatiques après les raids. La session de l'ONU a débuté le 17 septembre et M. Hi a rencontré l'ambassadeur des États-Unis auprès de l'ONU, Charles Yost, deux jours plus tard. Bửu Hội a affirmé que le mouvement bouddhiste s'était transformé en un mouvement politique visant à renverser Diệm affirmant que les reportages des médias transmis aux États-Unis étaient inexacts. Yost a affirmé que, indépendamment de ce qui se passait, la situation était intolérable et que Diệm devait y remédier. Bửu Hội pensait que la clé était de mettre en œuvre le plan en cinq points signé par Di Junem en juin, mais qu'il n'avait jamais eu l'intention de le faire. Bửu Hội a reconnu que la discrimination anti-bouddhiste au Vietnam était réelle. Henry Cabot Lodge, Jr., ambassadeur américain à Saigon, a décrit la solution proposée par Hội comme "simpliste à l'extrême".
Bửu Hội a présenté aux représentants des États-Unis aux Nations unies un plan visant à éviter un débat approfondi sur le Sud-Vietnam au sein de l'Assemblée générale. Il a révélé que le Sud-Vietnam refuserait une mission d'enquête formelle pour ingérence dans les affaires intérieures, mais s'efforcerait de saisir l'initiative d'inviter une mission d'enquête. Il a estimé qu'une telle délégation déclencherait un rapprochement au Vietnam et retarderait le débat et la condamnation par l'Assemblée jusqu'à ce que la mission ait déposé son rapport. En privé, il a demandé aux Américains de dire à Thích Trí Quang qu'il ne ferait rien pour nuire à la cause du bouddhiste.
Bửu Hội s'est également rendu au département d'État des États-Unis à Washington où il a reçu un accueil mitigé. Harlan Cleveland, secrétaire chargé de l'assistance aux affaires des organisations internationales, pensait que son plan "sophistiqué" et son statut d'intellectuel et de diplomate renforceraient sa cause. Le sous-secrétaire Averell Harriman et le secrétaire adjoint Roger Hilsman, critiques connus de Diệm, étaient moins enthousiastes. La tentative de Bửu Hội de sortir de l'impasse dans les relations depuis les attaques de pagodes n'a pas réussi à convaincre Harriman, qui a retiré son aide auditive lorsque Bửu Hi a suggéré que l'ancien ambassadeur des États-Unis, Frederick Nolting, avait encore un rôle positif à jouer. Lorsque Hilsman a critiqué le traitement réservé aux bouddhistes, Hội a affirmé que le mouvement était devenu politique et que les bouddhistes avaient forcé Diệm à se battre pour sa survie. Hội a paré les appels américains pour que Diệm élimine du pouvoir Nhu, considéré comme l'influence corrosive du Sud-Vietnam. Il a affirmé que Nhu était un grand talent mais a noté qu'un Premier ministre devrait être nommé
Aux Nations unies, le délégué de Ceylan avait commencé à faire pression pour une résolution exprimant sa grave préoccupation quant à "la violation continue des droits de l'homme au Vietnam". Le Sud-Vietnam n'étant pas membre et n'ayant aucun droit de réponse, Bửu Hội et son équipe ont fait pression sur les pays africains et asiatiques dans les coulisses. Hội était également ambassadeur du Sud-Vietnam dans six pays africains. En conséquence, le discours polémique prononcé par Ceylan le 7 octobre n'a recueilli aucun soutien. La menace de l'Union soviétique d'utiliser la Commission de contrôle internationale pour enquêter sur les affaires intérieures du Sud ne s'est jamais matérialisée non plus. L'Assemblée générale a voté à l'unanimité de couper court au débat et d'accepter l'invitation à envoyer une mission d'enquête. Hội avait réussi à éviter la censure de son pays et un débat indésirable sur le rôle des États-Unis dans ce pays. Lodge a exprimé sa déception quant aux raisons pour lesquelles la délégation américaine avait aidé à éviter un débat qui aurait condamné Diệm. Bien que Hội lui ait assuré que la mission serait libre de se déplacer dans le pays et ne constituerait pas un moyen de blocage, Lodge était catégorique : Diệm ne leur permettrait jamais de voir quelque chose de défavorable

## Mort
Hội est décédé d'une crise cardiaque le 28 janvier 1972 dans le 7e arrondissement de Paris, son pays natal demeurant divisé et ravagé par la guerre civile, seulement quelques semaines après le décès de son collègue, le chercheur Antoine Lacassagne, mettant ainsi fin à un partenariat prolifique décrit par Cancer Research comme "un chapitre important et héroïque de l'étude de la cancérogenèse". La revue a ajouté que "sa mort a privé la science française de l'une de ses figures les plus illustres". Il avait totalisé près de 1100 publications scientifiques. Son corps a été exposé pendant cinq jours dans un sanctuaire de la rue Gassendi à Paris, où Français et Vietnamiens lui ont rendu hommage. La stature de Hội lui a également permis de développer des contacts avec le président français Charles de Gaulle, qui était favorable à la neutralisation du Vietnam au début des années 1960. Avec le soutien de Bửu Hội, de Gaulle a conseillé à son ambassadeur à Saigon, Roger Lalouette, de lancer le concept avec Diệm et Nhu.

## Publications
(Liste non exhaustive)
- Traité de chimie organique : Diazoïques et azoïques, hydrazines, hydroxylamines et oximes azides, avec P. Cagniant, A. Gislon, 1948, Éditions Masson, (SUDOC 007889208)
- La Thermodécomposition des Aldazines Aromatiques et ses Applications à la Chimie Préparative, avec Germain Saint-Ruf, Bulletin de la Société Chimique de France, No. 3, 1967, p. 955–960
- Détection de la Formation de Radicaux Libres au Cours de la Thermolyse des Aldazines Aromatiques, avec Germain Saint-Ruf et B. Kirkiacharian, Bulletin de la Société Chimique de France, No. 8, 1967, p. 3078–3079
- Synthèse des diaryl-1,2 éthylènes par thermolyse des aldazines en milieu liquide, avec Germain Saint-Ruf, Bulletin de la Société Chimique de France, No. 6, 1968, p. 2489–2492[12]
- Oxygen heterocycles. Part XVI. Oxo-derivatives of a new heterocyclic system : 2H-naphth[1,8-bc]oxepin (p. 1327–1328) Germain Saint-Ruf; J-C Perche[13],[14]
- Préparation, propriétés et identification de la "dioxine" dans les pyrolysats de défoliants à base d'acide trichloro, avec Germain Saint-Ruf, P. Bigot, M. Mangane (1971)
- Organs as targest of "Dioxin" intoxication, avec Germain Saint-Ruf, P.H. Chanh, G. Sesque, M.C. Azum-Gelade (1972) DOI 10.1007/BF00637374

## Sources
- Arcos, « Buu Hoi », Cancer Research, vol. 32,‎ décembre 1972, p. 2856A-2856D
- Joseph Buttinger, Vietnam : A Dragon Embattled, Praeger, 1967
- Joseph Buttinger, The Smaller Dragon : A Political History of Vietnam, Praeger, 1958
- John F. Cady, Southeast Asia : Its Historical Development, McGraw Hill, 1964
- D. G. E. Hall, A History of Southeast Asia, Macmillan, 1981 (ISBN 0-333-24163-0)
- Ellen J. Hammer, The Struggle for Indochina, 1940-1955, Palo Alto, California, Stanford University Press, 1955
- (en) Ellen J. Hammer, A Death in November : America in Vietnam, New York/Oxford, E. P. Dutton, 1987, 373 p. (ISBN 0-525-24210-4)
- Stanley Karnow, Vietnam : A history, Londres, Penguin Books, 1997, 768 p. (ISBN 0-670-84218-4)
- Mantienne, « The Transfer of Western Military Technology to Vietnam in the Late Eighteenth and Early Nineteenth Centuries: The Case of the Nguyen », Journal of Southeast Asian Studies, vol. 34, no 3,‎ octobre 2003, p. 519–34 (DOI 10.1017/S0022463403000468)
- (en) Mark W. McLeod, The Vietnamese response to French intervention, 1862-1874, New York/Westport (Conn.)/London, Praeger, 1991, 171 p. (ISBN 0-275-93562-0, présentation en ligne)